# Trichodezia albofasciata
Trichodezia albofasciata är en fjärilsart som beskrevs av Augustus Radcliffe Grote 1863. Trichodezia albofasciata ingår i släktet Trichodezia och familjen mätare. Inga underarter finns listade i Catalogue of Life.